# Bergsteiger (Zeitschrift)
Bergsteiger ist eine deutschsprachige Zeitschrift rund um das Thema Bergsport. Sie erscheint seit 1930 – unterbrochen nur durch eine dreijährige kriegsbedingte Zwangspause – im Bruckmann Verlag und ist damit das älteste kommerzielle Berg-Magazin der Welt (Titel bis 1982: Der Bergsteiger).

## Inhalt
Die Themen reichen vom Bergwandern über Klettersteiggehen und Klettern bis zu Ski- und Schneeschuhtouren und Mountainbiken. Berichtet wird über den Bergsport in Deutschland, Österreich, der Schweiz und der Welt.

## Redaktion
Der Redaktionssitz ist München. Die Chefredaktion besteht seit dem 1. November 2024 aus Bettina Willmes und Stefan Moll. Bis dahin hatte Michael Ruhland das Magazin geleitet. Er folgte 2012 Andreas Kubin nach, der seit 1989 als Bergsteiger-Chefredakteur tätig war.

## Weitere Publikationen
Des Weiteren wurden unter der Marke Bergsteiger die folgenden Publikationen veröffentlicht:
- Bergsteiger Kalender (jährlich)
- Bergsteiger – die besten Touren (erschienen im Bruckmann Verlag)
- Bergsteiger Special 13: Gardasee – Die schönsten Touren (Autor: Eugen E. Hüsler)
- Bergsteiger Special 16: Berchtesgaden Chiemgau – Die Berge zwischen Chiemsee und Watzmann (Autoren: Andrea Strauß, Eugen E. Hüsler)
- Bergsteiger Special 18: Steiermark
- Bergsteiger extra Alpentouren